# Shenzhou 9
Shenzhou 9 var en kinesisk bemandet rumflyvning. Rumfartøjet blev opsendt den 16. juni 2012 klokken 12:37:24 dansk tid med en Lange March 2F-raket fra rumhavnen Jiuquan i det Indre Mongoliet (Kina). Det var Kinas første flyvning med en kvinde, Liu Yang. Der var også to mænd om bord, Liu Wang og veteranen Jing Haipeng (Shenzhou 7). Formålet med missionen var at foretage en bemandet sammenkobling med rumstationen Tiangong 1, der blev opsendt året før. I den forrige mission Shenzhou 8 blev der foretaget en ubemandet sammenkobling mellem rumkapsel og rumstation.
Opsendelsen blev foretaget præcist 49 år efter, Valentina Teresjkova som den første kvinde blev sendt ud i rummet.
Den 29. juni landede Shenzhou 9 kl. 4:05 dansk tid i Siziwang i det Indre Mongoliet efter 13 dage i rummet